# ریور فالز (ویسکانسین)
ریور فالز، ویسکانسین  (به انگلیسی: River Falls) شهری در شهرستان پیرس سینت کروی ایالت ویسکانسین است که در سال ۱۸۷۵ بنیان‌گذاری شده‌است. این شهر طبق سرشماری سال ۲۰۱۰ میلادی ۱۵٬۰۰۰ نفر جمعیت داشته‌است.